# 後藤康二
後藤 康二（ごとう こうじ、12月18日生）は、日本のギタリスト、作曲家、編曲家。兵庫県神戸市出身。血液型O型。1994年、ZYYGのギタリストとしてデビュー。1999年の解散後は作曲家、編曲家として活動の幅を広げる。ほとんどの楽曲提供が女性アーティストであり、つんく♂、小澤正澄（元PAMELAH）等と同様のスタンスを取っている。2004年頃からプレーヤーとしての活動が本格化し、「ck510（シーケーゴーイチマル）」というアーティストネームでライブ活動やライブサポート等を積極的に行う。2019年、中心人物としてZYYGを再結成。

## 略歴
デビュー前は神戸で活動しており、仲間が就職などで離脱していく中、個人でデモテープを作り続けた。その後、飛び込みでデモテープを持ち込み、制作プロデューサーに認められた。アマチュア時代、別々のバンドで高山と同じコンテストに出たことがあった。結果は後藤が全国大会優勝、高山は地方予選落ちだった。1994年 - 高山征輝率いるZYYGに正式加入。藤本健一も同時期に加入。同年、栗林誠一郎がZYYG脱退。一時的に活動を休止。
1995年 - 福岡県久留米市でのシークレットライブを機にZYYGに加藤直樹が加入。同年11月13日 - ZYYGのシングル「JULIA」カップリング「Only Memories」で初めて作曲家としてクレジットされる。1999年 - ZYYG解散。
2000年 - 水原由貴(元PAMELAH)のソロシングル「LOVE IS PAIN」にて（楽曲提供者としての）作曲家デビュー。以降、愛内里菜、岸本早未、竹井詩織里らビーイング系アーティストを中心に楽曲提供を行う。2002年 - 愛内里菜のシングル「Sincerely Yours」を作曲。オリコンで初登場4位にランクインし、作曲家として初のTOP10入りを果たす。
2004年 - アーティスト名を「ck510」として活動開始。4月26日 - 「ck510 feat.響子」ライブにてZYYG解散後、藤本健一と初共演。5月20日 - 「響子Special Guest ck510」ライブにてZYYG解散後、加藤直樹と初共演。
2006年2月11日 - 高山征輝、加藤直樹、藤本健一と共にZYYGラストライブ「LIVE ROCKIN' HIGH Final-ONE AND ONLY MEMORIES-」に参加。同年REIRA starring YUNA ITOのシングル「Truth」（オリコン最高10位、東宝配給映画「NANA2」劇中歌）を作曲。
2007年、愛内里菜のシングル「眠れぬ夜に」（オリコン最高8位）を作曲・編曲。
2010年10月27日、アルバム「ck510 SOFA Listening」でソロ・デビュー。
2013年7月3日、乃木坂46のシングル「ガールズルール」で作曲・編曲のクリエイターとして自身初のオリコン週間チャート1位を記録。
2019年4月1日 - 後藤自身の呼びかけによるZYYG再結成を発表。7月14日と21日に復活ライブ「LIVE ROCKIN' HIGH～Dreamers～」を実施。

## 人物
音楽に関してのプロ意識は高く、「Dreamer」（後藤の作曲で「Noizy Beat」収録）のレコーディングで高山と意見が割れた時も、自己の主張を曲げなかった。藤本と並び、ZYYGの中における酒豪であり、ロゼワインを愛飲している。

## 音楽性
- ブライアン・メイ（クイーン）、ジミー・ペイジ、hide、北島健二（FENCE OF DEFENSE）等をフェイバリット・ミュージシャンに挙げている。
- 12歳の時、兄の影響でアコースティック・ギターを始める。初めてマスターした曲は「SUNSHINE ON MY SHOULDERS」（ジョン・デンバー）。中学生の頃にはある程度どんな曲でも耳コピできるようになっていたという。現在でも幅広く柔軟な音楽性で活動の幅を広げている。
- ギターは「Noizy Beat」ではレスポールも用いたが、基本的にはフェンダーのフェンダー・ストラトキャスターとフェルナンデスのカスタムモデルを愛用している。
- ライブでは身体でリズムを刻みながら情熱的に演奏し、加えてZYYG時代は高山と並んでファンを煽動していた。

## 参加バンド
- ZYYG
- WILL - FENCE OF DEFENSEの山田亘とTRFのDJ KOOによるユニット。LIVEやアルバムなどにサポートメンバーとして参加。

## ck510
2004年にスタートした後藤のプロジェクト。楽曲提供等は従来通り「後藤康二」名義である。「ck510」は「シーケーゴーイチマル」と読み、「510」は「後藤」を指すものと思われるが、「ck」の由来については明かされていない。
- ck510 feat.m@ru - レコーディング、ライブ活動を展開。
- ck510 feat.響子 - ライブ活動を展開。
- 響子 special Guest ck510 - ライブ活動を展開。
- びいだまブラザース - アツミサオリのライブで、藤本健一を交え結成。
- @ir - ボーカリストamiとのユニット。
- その他「ck510」名義で「Ryu」（「冬のソナタ」主題歌歌手）との共演等も行っている。

## ディスコグラフィ

### アルバム
1. ck510 SOFA Listening（2010年10月27日、ユーキャン）

## 楽曲提供
あ行
愛内里菜
- 「Sincerely Yours」（作曲）
- 「眠れぬ夜に」（作曲・編曲）
- 「I believe you 〜愛の花〜」（作曲・編曲）
- 「カラフル」（作曲）
- 「Change」（作曲・編曲）

葵 from 彩冷える
- 「MI DA RA」（作曲）
- 「あなたへ」（作曲・編曲）

アツミサオリ（すべて編曲）
- 「びいだま」
- 「大人になれない」
- 「あい」

岩佐美咲（すべて作曲）
- 「佐渡の鬼太鼓」
- 「恋の終わり三軒茶屋」
- 「マッチ」

岩田さゆり（すべて作曲）
- 「たたき続けた扉」
- 「あなたはあなた」
- 「なみだもようの帰り道」
- 「そう、きっときっとね」
- 「くもりぞら」

上野優華
- 「はじめての恋心」（作曲・編曲）

右手愛美（すべて作曲・編曲）
- 「虹のトビラ」
- 「Pink Lip」

AKB48
- 「他人行儀なSunset beach」（作曲・編曲）
- 「初恋の鍵」（編曲）
- 「池の水を抜きたい」（作曲・編曲）
- 「ブラックジャガー」（編曲）

ENA
- 「Heartwarming Place」（作曲）

HKT48
- 「Chain of love」（作曲）

SKE48
- 「強がり時計」（作曲・編曲）

えのぐ
- 「君がいてくれれば」（作曲・編曲）

大倉明日香
- 「Prime number〜君と出会える日〜（Blue Sky VER.）」（編曲）

大野靖之
- 「また逢える日まで」（編曲）

奥井亜紀
- 「心のファンファーレ」（編曲）

尾崎由香
- 「LET'S GO JUMP☆」（作詞・作曲・編曲）

organs café（すべて作曲）
- 「Shape」
- 「晴れ。〜時々は下り坂〜」
- 「ah〜Never Forget You」
- 「夏の匂い」
- 「ride on」
- 「傷跡」
- 「Bon week-end!」
- 「月と私」
- 「magic」

か行
片桐金太郎（CV：KENN）（すべて作曲・編曲）
- 「Ready Go!!」
- 「茜色」

上木彩矢
- 「Communication Break」（編曲）
- 「NEED YOU」（作曲）
- 「DEEP」（編曲）

岸本早未
- 「ユメリアル」（作曲）
- 「Venus 18」（作曲）
- 「PEACH:LIME//SHAKE」（作曲・編曲）
- 「笑う君と」（作曲）
- 「FAKE happy end」（作曲）

北原愛子
- 「エピローグ」（作曲・編曲）

久住小春
- 「SUGAO-flavor」（編曲）

熊谷尚武
- 「プラネタリウム」（編曲）

倉木麻衣
- 「tell me your way」（作曲・編曲）

clear
- 「Shining」（作曲）

さ行
三枝夕夏 IN db
- 「君のハートに胸キュン②」（編曲）
- 「Pocket」（編曲）
- 「僕らの孤独なゲーム」（作曲・編曲）
- 「私を許さないで」（編曲）

さゆり（Silver Forest）
- 「引き裂かれる Fire」（作曲・編曲）
- 「天空の狂詩曲」（編曲）
- 「Dieu le veult!」（編曲）

ZYYG
- 「Only Memories」（作曲）

滴草由実
- 「Communication break out」（編曲）
- 「GO YOUR OWN WAY」（作曲）

JEWELRY
- 「デイジー」（作曲・編曲）

不知火フレア
- SKYSONAR（編曲）[1]

私立恵比寿中学
- 「I can't stop the loneliness」（作詞・作曲・編曲）

スパークリング☆ポイント
- 「夏の夕べ〜あやまる岬で〜」（作曲・編曲）

た行
高岡亜衣
- 「ヒトスジノヒカリ」（作曲）

高城れに
- 「SKY HIGH」（作曲・編曲）

竹井詩織里
- 「追憶」（作曲・編曲）
- 「close line」（以下、すべて作曲）
- 「優しい陽射し」
- 「君に恋してる」
- 「River」
- 「新しい季節」
- 「星のかけら 君の涙」
- 「時の砂」
- 「今日」
- 「your warmth」
- 「うたかた」
- 「パズル」
- 「夢のつづき」
- 「並木道」
- 「at eighteen」

天雀（すべて作曲・編曲）
- 「晴れわたる空」
- 「片恋慕〜かたれんぼ〜」

な行
新浜レオン
- 「やってみYO〜!」（作曲・編曲）
- 「Fun! Fun! Fun!」（作詞・作曲・編曲）（作詞はS-H-Y.と共作）

22/7
- 「ムズイ」（作曲・編曲）

≒JOY
- 「体育館ディスコ」（作曲・編曲）

乃木坂46
- 「ガールズルール」（作曲・編曲）

は行
BAND-MAID（すべて作曲・編曲）
- 「Brand-New Road」
- 「LOOK AT ME」
- 「REAL EXISTENCE」
- 「So, What?」

VALSHE
- 「Roma」（編曲）

日向坂46
- 「何度でも何度でも」（作曲・編曲）

フェロ☆メン
- 「抱きよせてTONIGHT」（作曲・編曲）

古川雄大
- 『PASTEL GRAFFiTi』（全曲編曲）

ベッキー・クルーエル
- 「翼をください」（編曲）

ペットな彼女たち
- 「君が夢を連れてきた WHITE Ver.」（編曲）

BELLY BUTTON（すべて作曲・編曲）
- 「勝利の果実」
- 「ときめきボタン」

BOYS AND MEN
- 「常夏オーライ!!!」（作曲・編曲）
- 「stand hard! 〜オレらの憧れ竜戦士〜」（編曲）
- 「Winter Joy」（作曲・編曲）
- 「Wanna be!」（作曲・編曲）
- 「Power Of Dream」（作曲・編曲）
- 「粋やがれ」（作曲・編曲）

BON-BON BLANCO（すべて作曲）
- 「夏が来たぁ!! 〜VIVA SUMMER TIME☆〜」
- 「Blue X'mas night」
- 「Sherry」
- 「『好き。』」

ま行
MARBLE TONE
- 「MOVE」（共作曲）
- 「evolution〜The End is The Beginning〜」（作曲）
- 「Missing」（作曲）

増田有華
- 「Stargazer」（編曲）

松井五郎 with friends（すべて編曲）
- 「誰も次の駅を知らない」
- 「100年後のヒマワリ」

真中潤
- 「Kissing til i die」（作曲）

水樹奈々
- 「Faith」（作曲・編曲）

水原由貴
- 「LOVE IS PAIN」（作曲）

宮川愛
- 「That's my love」（作曲）

や・ら・わ行
リュ・シウォン
- 「どんな時も」（作曲・編曲）

凛々
- 「あなたをみるとよわくなる あなたがいるとつよくなる」（作曲）

REIRA starring YUNA ITO
- 「Truth」（作曲）

Laura Liza（すべて作曲）
- 「Vamos! Liza!!!」
- 「PARA TI」
- 「Air Mail」
- 「Amor Perdido」
- 「Eterna」

## レコーディング参加
- Zwei「1+1=2」
- TEARS「自由への翼」
- BON-BON BLANCO「So Many X'mas」
- 水樹奈々「アオイイロ」